# К'ініч-Ламав-Ек'
К'ініч-Ламав-Ек’ (д/н —бл. 734) — ахав (цар) Ік' у 755— бл. 779 роках.

## Життєпис
Стосовно батьків та дати народження нічого невідомо. Ще за життя ахава Яхав-Те’-К'ініча отримав титул баах ц'ам («головний трон»). Мав провідне становище. Наприкінці панування Яхав-Те’-К'ініча став офіційним спадкоємцем трону. Успадкував владу близько 755 (за іншими версіями 768) року.
У 760-х вимушений був протидіяти амбіціям царств Лакамтуун та Іцан. В день 9.16.16.11.5, 7 Чікчан 18 Кех зазнав поразки від лакамтуунського війська. В день 9.16.17.4.18, 6 Ец'наб 6 Шуль (17 травня 768 року) зазнав поразки від Іцана. Водночас погіршилися стосунки з Па'чанським царством, оскільки Яшун-Б'алам IV обрав своїм спадкоємцем сина від місцевої жінки, а не від царівни з Ік'. В цих обставинах К'ініч-Ламав-Ек’ у 770 або 771 році уклав військовий союз з Ху'н-Цак-То'к’ом, ахавом царства Іца'.
Дата смерті К'ініч-Ламав-Ек'а невідома. Остання згадка про нього присутня на барвистій чаші для пиття какао K1728. К'ініч-Ламав-Ек' сидить на троні і приймає данину від підданих, серед яких за титулами згадані ах-к'уху'н Бахііб-Чуц і сахаль Тік-Ханаахб-Муут. На чаші записані відразу дві дати календарного кола. Перша відповідає дню 9.17.8.0.7, 1 Манік' 5 К'аяб (20 грудня 778 року), коли було отримано данину. Друга дата, 9.17.8.9.15, 7 Мен 8 Моль (26 червня 779 року) — день нанесення розпису на чашу.
Помер невдовзі після цього. Владу успадкував Йєхте’-К'ініч II.